# Las mañanas de Cuatro
Las mañanas de Cuatro fue un programa de televisión matinal que se emitía de forma diaria en el canal Cuatro. El espacio, presentado por Javier Ruiz, contaba con varias tertulias y análisis acerca de la información diaria, prestando especial atención a su mesa política, donde distintos periodistas discutían los temas relacionados con la jornada.
El programa se emitió entre el 4 de octubre de 2006 y el 14 de junio de 2018, de lunes a viernes de 12:30 a 14:15 horas en Cuatro. Sin embargo, desde el 18 de enero de 2016, adelantó su hora de inicio original, pasando a emitir de lunes a viernes de 11:25 a 14:15.

## Historia
Las mañanas de Cuatro es el primer magacín matinal de Cuatro. Desde sus inicios y hasta diciembre de 2010, fue presentado por Concha García Campoy con la colaboración especial de Gonzalo Miró entre 2006 y 2008, pero tras la fusión de Gestevisión Telecinco y Sogecuatro -producida a finales de 2010- la periodista pasó a la cadena madre del grupo, por lo que el magacín pasó a ser presentado por Marta Fernández (antigua reportera en los inicios del programa). Por otro lado, el magacín fue producido desde sus inicios en octubre de 2006 por la compañía Plural Entertainment hasta diciembre de 2010 y tras la fusión entre Gestevisión Telecinco y Sogecuatro en enero de 2011, lo producen la agencia de noticias Atlas y la productora Mandarina. El primer director de la nueva etapa de Mandarina fue Eduardo Blanco, al que siguieron Alberto Pierres, Ana Cermeño, Marisa Gallero, Eva Cabrero y Angels de Juan, directora en la actualidad.
El 26 de abril de 2013, Marta Fernández se despidió del magacín matinal después de más de dos años al frente. Así, la presentadora regresó al equipo de redacción de Informativos Telecinco poniéndose, además, al frente de la primera edición de Noticias Cuatro junto a Hilario Pino. En su lugar, desde el 6 de mayo, Jesús Cintora pasó a presentar el programa. Así, Las mañanas de Cuatro sufrió una reestructuración con el objetivo de plantar cara a Al rojo vivo, su principal competencia, buscando un perfil más político e informativo.
El programa de Jesús Cintora comenzó a batir récord tras récord en el mes de octubre de 2014. El viernes 17 de octubre de 2014 con un 15,1% de cuota de pantalla, igualó el obtenido hace seis años con motivo de la Eurocopa 2008. En el siguiente programa, el lunes 20 de octubre de 2014 batió todas las marcas consiguiendo el máximo histórico con 853 000 espectadores y 15,5% de cuota de pantalla. Este programa contó con la participación del líder de Podemos, Pablo Iglesias, con motivo del congreso que su partido había celebrado durante el fin de semana. Una semana después, el lunes 27 de octubre de 2014, la trama de corrupción destapada como la Operación Púnica disparó los audímetros de Las mañanas de Cuatro y volvió a conseguir un nuevo techo histórico con 1 001 000 espectadores y un 16,4% de cuota de pantalla. Siguiendo su buena racha, el martes 4 de noviembre de 2014 registró un nuevo récord de telespectadores (1 019 000 y 15,5%).
En marzo de 2015 Cintora fue apartado de la presentación por Mediaset España, aduciendo que la línea editorial de la cadena pretende garantizar el pluralismo a través de presentadores que traten la información de forma objetiva. Es sustituido por Javier Ruiz.
En septiembre de 2015,  Mandarina dejó de producir el espacio. Al ser un programa político, fueron los servicios informativos del grupo los que se encargaron de producirlo. Ese mismo año, el programa obtuvo el Premio Ondas al mejor programa de actualidad.
En mayo de 2018 Mediaset España anunció la cancelación del programa. Su última emisión tuvo lugar el 14 de junio.

## Equipo técnico

### Presentadores
- Javier Ruiz (2015-2018)

### Colaboradores
- Antón Losada (2014-2018)
- Rubén Sánchez (2014-2018)
- José María Calleja (2011-2018)
- Melchor Miralles (2012-2018)
- Alicia Gutiérrez (2012-2018)
- Carmen Morodo (2011-2018)
- Elisa Beni (2011-2018)
- José María Benito (2011-2018)
- Jorge Verstrynge (2011-2018)
- Javier Saavedra (2011-2018)
- Esther Palomera (2014-2018)
- Ernesto Ekaizer (2014-2018)
- Cristina Fallarás (2014-2018)

### Antiguos presentadores
- Concha García Campoy (†) – (2006-2010).
- Marta Fernández – (2011-2013).
- Jesús Cintora – (2013-2015).

## Audiencias
Audiencia media según las mediciones de TNS en España.
| Temporada | Temporada | PG  | Etapa                         | Estreno | Final | Audiencia    | Audiencia | Audiencia |
| Temporada | Temporada | PG  | Etapa                         | Estreno | Final | Espectadores | Cuota     |           |
| --------- | --------- | --- | ----------------------------- | ------- | ----- | ------------ | --------- | --------- |
|           | 1         | 171 | Concha García Campoy          | 2006    | 2007  | 219 000      | 5,6%      |           |
|           | 2         | 183 | Concha García Campoy          | 2007    | 2008  | 364 000      | 7,6%      |           |
|           | 3         | 190 | Concha García Campoy          | 2008    | 2009  | 415 000      | 7,8%      |           |
|           | 4         | 207 | Concha García Campoy          | 2009    | 2010  | 370 000      | 6,3%      |           |
|           | 5         | 72  | Concha García Campoy          | 2010    | 2011  | 301 000      | 5,3%      |           |
|           | 6         | 123 | Marta Fernández               | 2010    | 2011  | 266 000      | 5,1%      |           |
|           | 7         | 205 | Marta Fernández               | 2011    | 2012  | 319 000      | 5,9%      |           |
|           | 8         | 206 | Marta Fernández               | 2012    | 2013  | 300 000      | 5,4%      |           |
|           | 9         | 116 | Jesús Cintora                 | 2013    | 2014  | 456 000      | 8,1%      |           |
|           | 10        | 206 | Jesús Cintora y Javier Ruiz   | 2014    | 2015  | 593 000      | 10,4%     |           |
|           | 11        | —   | Javier Ruiz                   | 2015    | 2016  | —            | —         |           |
|           | 12        | —   | Javier Ruiz                   | 2016    | 2017  | —            | —         |           |
|           | 13        | —   | Javier Ruiz                   | 2017    | 2018  | —            | —         |           |
| Total     | Total     | —   | Concha, Marta, Jesús y Javier | 2005    | 2018  | —            | —         |           |

## Premios
- Premio Ondas (2015).